# سيث توماس
سيث توماس (بالإنجليزية: Seth Thomas)‏ هو ساعاتي أمريكي، ولد في 19 أغسطس 1785 في Wolcott, Connecticut ‏ في الولايات المتحدة، وتوفي في 29 يناير 1859.
يكاد سيث توماس أن يكون أكثر الأسماء شهرة في عالم صناعة الساعات في الولايات المتحدة الأميركية. جمع ثروته من صناعة أول ساعة من الخشب ثم من النحاس. وكان صانع الساعات الأول الذي اخترع ساعة المنبه بالشكل التقليدي الذي نعرفه، حين توفي واحدًا من أغنى أغنياء ولاية كونيكتيكيت. ولد توماس من أب يعمل نحّاسًا، وحين بلغ الرابعة عشرة من عمره عمل لدى النجار دانيال توتيل في بليموث لتعلم الصنعة. وقرابة العام 1807م عمل توماس مع سيلاس هودلي لدى إيلي تيري في صناعة الساعات الخشبية الطويلة الشكل. بعد ذلك اشترى مصنعًا للساعات في بليموث - كونيكتيكيت قدر ثمنه في ذلك الوقت بألف وخمسمائة دولار، وتابع عمله منفردًا في صناعة صناديق الساعات الطويلة الشكل. إلا أن التطور الذي أحدثه شريكه السابق إيلي تيري على صناعة الساعات عام 1814م بصناعته ساعة الرف، ولذي اعتبر في حينه تحولًا في تاريخ هذه الصناعة، دفع توماس إلى شراء حقوق هذه الساعة وبدأ بإنتاجها بأشكال مختلفة. وفي الأربعينيات من القرن التاسع عشر باشر توماس في إنتاج الساعات النحاسية الرخيصة وأرسل ابن شقيقته ماركوس برنس إلى بريستول لتعلّم صناعة الأجزاء المحولّة للحركة داخل الساعة. وعُرف عن توماس أنه لم يكن مبادرًا إلى تغيير إنتاجه أو أسلوب إنتاجه إلا إذا أُرغم على ذلك بفعل المنافسة. وفي العام 1853م أسس شركة خاصة به لصناعة الساعات. وبعد 23 سنة على تأسيس الشركة، أنتج توماس في 24 أكتوبر عام 1876م أول ساعة منبه ميكانيكية. واختراع ساعة المنبه لم يكن حكراً على الأميركي توماس وإن كان الفضل يعود إليه في ابتكار التصميم التقليدي لها. ففي القرن الرابع عشر صُنعت أول ساعة ميكانيكية في العالم، وكانت ضخمة الحجم، ولم تُعرف الساعات المنزلية حتى العام 1620م، وبعضها كان منبهًا ميكانيكيًا يعمل بواسطة التعبئة كل 12 ساعة وعندما يحين الوقت يسقط ثقل معين دافعًا مطرقة في اتجاه جرس يصطدم به من دون توقف حتى انتهاء العملية أو بإسكاته يدويًا.
توالى اختراع الأشكال البدائية من ساعات المنبه في بداية القرن الثامن عشر وصولًا إلى سيث توماس الذي كان أول من اخترع ساعة المنبه التي توضع إلى جانب السرير، وشاعت هذه الساعات وراحت شركات الساعات الأميركية تتنافس على إنتاجها وتلتها في ذلك الشركات الألمانية. توفي توماس في العام 1859م عن 73 سنة في بلدة بليمون هولو. وبعد ست سنوات على وفاته أطلق على البلدة اسم توماستون (Thomaston) تخليدًا لذكراه. وفي العام 1932م توفي حفيده سيث اي. توماس، وفقدت الشركة أية صلة لآل توماس بها إلا أنها بقيت تعمل حتى العام 1982م حين اشترتها مصانع تايلي في جورجيا.

## وصلات خارجية
- سيث توماس على موقع الموسوعة البريطانية (الإنجليزية)